# Karol Laco
Karol Laco (28. října 1921 Sobotište – 13. dubna 2009) byl slovenský a československý právník, vysokoškolský pedagog, politik Komunistické strany Slovenska, poslanec Slovenské národní rady, Sněmovny národů a Sněmovny lidu Federálního shromáždění za normalizace a dlouholetý místopředseda vlád ČSSR. V roce 1968 spojenec Gustáva Husáka, jeden z hlavních slovenských expertů na státoprávní otázky a stoupenec rychlé federalizace Československa.

## Biografie
Vystudoval Právnickou fakultu Univerzity Komenského v Bratislavě, kde po ukončení studií v roce 1947 nastoupil jako vyučující. Od roku 1952 byl docentem a vedoucím katedry státního práva. V roce 1964 byl jmenován profesorem a roku 1966 získal titul doktor věd. Byl členem Československé akademie věd a Slovenské akademie věd. V 50. a 60. letech zastával opakovaně post děkana Právnické fakulty Univerzity Komenského v Bratislavě. Specializoval se na problematiku státního práva, ústavních zákonů a teorií federalismu. Publikoval vysokoškolské učebnice. Od roku 1966 působil jako člen právní komise ÚV KSČ.
V roce 1968 působil jako právní expert skupiny slovenských politiků okolo Gustáva Husáka, kteří tlačili na rychlé a razantní reformy česko-slovenského státoprávního vztahu směrem k federaci. Počátkem června 1968 prezentoval tyto pozice na jednom z jednání česko-slovenské komise vedené Gustávem Husákem (takzvaná Kolodějská komise). Účastník jednání, český právník a politik Vladimír Kubeš, později vzpomínal, že při letmém přečtení slovenského návrhu vypracovaného Lacem a Husákem bylo jasné, že jde o návrh směřující k dualistickému uspořádání Československa, se suverénním slovenským státem a s právem slovenské menšiny vetovat návrhy většiny. Opětovně se na debatách o nastavení česko-slovenských vztahů podílel v letech 1969–1970, kdy byl členem zvláštní komise při vládě ČSSR, která měla navrhnout korekce ústavního zákona o československé federaci a jejíž činnost předznamenala následné oslabení federativních principů a částečný návrat k centralismu. Při prezentování závěrů komise v lednu 1970 dokonce Laco použil sousloví vytvářet vědomí československého vlastenectví, což historik Jan Rychlík hodnotí jako kompletní protiklad k rétorice Laca a Husáka v roce 1968. V roce 1975 byl autorem novely ústavního zákona, která umožnila nahrazení Ludvíka Svobody v prezidentské funkci Gustávem Husákem.
Po provedení federalizace Československa usedl v lednu 1969 do Sněmovny národů Federálního shromáždění. Do federálního parlamentu ho nominovala Slovenská národní rada. Ve volbách roku 1971 přešel do Sněmovny lidu (volební obvod Středoslovenský kraj). Mandát obhájil ve volbách roku 1976 (obvod Zvolen), volbách roku 1981 a volbách roku 1986. V parlamentu setrval až do ledna 1990, kdy v rámci procesu kooptace do Federálního shromáždění po sametové revoluci ztratil poslanecký mandát.
Zastával i vládní posty. V letech 1969–1988 působil jako místopředseda federálních vlád (druhá vláda Oldřicha Černíka, třetí vláda Oldřicha Černíka a 1., 2., 3., 4. a 5. vláda Lubomíra Štrougala). Byl místopředsedou koordinační rady vlády ČSSR.
Koncem 80. let na sklonku normalizace se opětovně vrátil k ústavěprávní aktivitě, tentokrát v rámci příprav na vyhotovení nové ústavy ČSSR. V roce 1987 se stal předsedou pracovní ústavní komise při ÚV KSČ. V průběhu prací bylo rozhodnuto, že dojde k přijetí ústavy československé i obou národních a to najednou, tedy nikoliv s tím, že by slovenské a české orgány samy přijaly národní ústavy. V říjnu 1989 prezentoval Laco tento návrh na zasedání Slovenské národní rady. Obhajoval ho s tím, že vedení strany nechce přispívat k potenciálnímu rozvolňování federace tím, že by jednotlivé národní ústavy měly mírně odlišné kompetence. Návrh vyvolal v SNR jistou nespokojenost, ale nakonec ho poslanci odsouhlasili. Za několik týdnů ovšem vypukla sametová revoluce a nové ústava ČSSR stejně jako národní ústavy nebyly již přijaty.

## Dílo
- Štátne právo ľudových demokracií. Osobitná část, Bratislava, 1955
- Ústava predmníchovskej ČSR a Ústava ČSSR, I., Bratislava, 1966